# Lekholmsratan
Lekholmsratan, finska: Kutusärkkä, är en ö i Finland. Den ligger i Finska viken och i kommunen Helsingfors i den ekonomiska regionen  Helsingfors i landskapet Nyland, i den södra delen av landet. Ön ligger omkring 11 kilometer öster om Helsingfors.
Öns area är 0,7 hektar och dess största längd är 230 meter i nord-sydlig riktning.